# Уголовное право
Уголо́вное пра́во — отрасль права, регулирующая общественные отношения, связанные с совершением преступных деяний, назначением наказания и применением иных мер уголовно-правового характера, устанавливающая основания привлечения к уголовной ответственности либо освобождения от уголовной ответственности и наказания. Кроме того, под уголовным правом может пониматься раздел правовой науки, изучающий данную правовую отрасль, а также учебная дисциплина, в рамках которой изучаются как правовые нормы, так и общетеоретические положения.

## Происхождение названия
В большинстве языков мира название правовой отрасли, регулирующей отношения, связанные с совершением преступлений, происходит от слов «преступление» (например, в англоязычных странах — criminal law, от англ. crime) или «наказание» (в Германии — Strafrecht, от нем. Strafe, в Болгарии — наказателно право).
Н. С. Таганцев писал по этому поводу: «Преступное деяние как юридическое отношение заключает в себе два отдельных момента: отношение преступника к охраняемому законом юридическому интересу — преступление и отношение государства к преступнику, вызываемое учиненным им преступным деянием, — наказание; поэтому и уголовное право может быть конструировано двояко: или на первый план ставится преступное деяние, по отношению к которому кара или наказание является более или менее неизбежным последствием, или же вперед выдвигается карательная деятельность государства и преступное деяние рассматривается только как основание этой деятельности. Отсюда и двойственное название науки…»
Название этой отрасли права в русском языке имеет опосредованное отношение как к преступлению, так и к наказанию. Прилагательное «уголовный» было введено в правовой лексикон в последней четверти XVIII века. Его происхождение является двояким: с одной стороны, оно восходит к юридическим памятникам Древней Руси, употреблявшим такие термины, как «голова» (убитый человек), «головник» (убийца), «головщина» (убийство), «головничество» (вознаграждение родственникам убитого), с другой стороны — к латинскому прилагательному capitalis (от caput — голова, человек, индивидуум), которое в римском праве входило в названия наиболее суровых видов наказаний, связанных со смертной казнью, лишением свободы или римского гражданства. В русской средневековой литературе (XVI век) в ходу было слово «уголовие» со значением «лишение жизни», «лишение головы»:

…

Отдай город Волок без бою,

Без бою и без драки великия

Без того уголовия смертного!

…— Оборона Пскова от Стефана Батория. // Библиотека Всемирной Литературы. Былины. - Москва, Эксмо, 2008, стр. 470.
Так, ещё М. М. Сперанский в пояснениях к проекту Уголовного уложения Российской Империи 1813 года указывал, что уголовные наказания «суть те, где дело идет о голове, то есть о жизни, diminutio capitis, а жизнь каждого лица в обществе есть троякая: физическая, политическая и гражданская; две последние именуются правами состояния. Всякое наказание, непосредственно удручающее или умаляющее бытие или состояние лица, есть наказание уголовное».

## История развития

### Уголовное правоДревнего мира
Основные источники: Свод законов Хаммурапи, Законы Двенадцати таблиц, Законы Ману
Характерные черты:
- Уголовное право не выделяется как отдельная отрасль права, нормы о преступлениях и наказаниях соседствуют с нормами, регулирующими имущественные отношения
- Суровость наказаний, применяется принцип талиона («око за око, зуб за зуб»)
- Существенное влияние религиозных и моральных правил на нормы права
- Отсутствие норм общего характера, имеются лишь нормы, устанавливающие ответственность за конкретные деяния
- Казуистичность (правовые нормы стремятся охватить все возможные варианты преступного поведения)
- Объективное вменение (основанием ответственности является совершение деяния вне зависимости от вины).

### Уголовное правоСредних веков
Основные источники: Варварские правды
Характерные черты:
- Уголовное право не выделяется как отдельная правовая отрасль, нормы о преступлениях и наказаниях соседствуют с нормами, регулирующими имущественные отношения
- Большинство наказаний носит имущественный характер («вира»)
- Нормы права приобретают светский характер, церковное право выделяется в отдельную отрасль
- Несмотря на отсутствие норм общего характера, начинает вырабатываться унифицированная терминология для обозначения основных категорий уголовного права
- Казуистичность (правовые нормы стремятся охватить все возможные варианты преступного поведения)
- Появляются первые представления о субъективной стороне преступления, однако установление вины зачастую оформляется в обрядовые формы (например, судебный поединок)

### Уголовное правоНового времени
Характерные черты:
- Уголовно-правовые нормы обособляются в отдельных разделах сводов законов
- Суровые наказания, широкое применение простой и квалифицированной (совершаемой мучительным способом) смертной казни
- Широкое применение унифицированной терминологии (появление определений понятий «преступление», «наказание» и т.д.), нормы общего характера располагаются в ассоциативном порядке, но ещё не выделяются в отдельный блок
- Уменьшается казуистичность права, нормы о преступлениях приводятся в систему, выделение родового объекта как критерия систематизации
- Получает развитие учение о субъекте преступления (в том числе о вменяемости).

### Уголовное правоНовейшего времени
Характерные черты:
- Кодификация уголовно-правовых норм
- Основным наказанием становится лишение свободы.
- Выделение общей и особенной части.
- Нормы получают абстрактный характер, закрепляются лишь общие признаки данного вида преступлений
- Субъективное вменение (для привлечения к ответственности помимо факта совершения деяния требуется установление вины).

## Предмет регулирования
Предмет регулирования правовой отрасли — это совокупность общественных отношений, которые регулируются данной отраслью. Обычно считается, что предметом регулирования в уголовном праве являются следующие виды общественных отношений:
Охранительные правоотношенияВозникают между государством в лице органов охраны правопорядка с одной стороны, и лицом, совершившим преступное деяние, с другой стороны. Государство в данном правоотношении вправе и обязано привлечь виновного к ответственности за данное деяние и назначить ему наказание, применить иные меры уголовно-правового воздействия либо при наличии оснований освободить его от неблагоприятных последствий, связанных с совершением преступления. Совершившее преступное деяние лицо обязано подвергнуться принудительному воздействию со стороны государства и имеет право на то, чтобы его действия получили правильную правовую оценку.
Регулятивные правоотношенияСвязаны с наделением граждан правом на причинение вреда или создание угрозы причинения вреда охраняемым уголовным правом общественным отношениям, благам и интересам при определённых условиях (например, при обороне от посягательства, под воздействием принуждения или других обстоятельствах, исключающих преступность деяния).
Существует и другая точка зрения, согласно которой уголовное право не имеет своего предмета регулирования, поскольку регулированием общественных отношений занимаются другие отрасли права, а уголовное право лишь устанавливает ответственность, санкцию за их нарушение, выступает механизмом их охраны; такой точки зрения придерживались К. Биндинг, О. Э. Лейст, А. А. Пионтковский, В. Г. Смирнов. Противниками этой точки зрения (Н. С. Таганцев, Н. Д. Дурманов) отмечается наличие многих уголовно-правовых запретов, которые неизвестны другим отраслям права; к их числу относятся, например, запреты, касающиеся многих посягательств против личности.
Вопрос о моменте возникновения охранительного правоотношения и его субъектах в уголовно-правовой теории является спорным. Помимо описанной выше, в этом отношении высказывались следующие точки зрения:
- Моментом возникновения охранительного правоотношения является момент вступления в законную силу приговора суда, а его субъектами являются осуждённый и суд, вынесший приговор (В. Г. Смирнов).
- Моментом возникновения охранительного правоотношения является момент возбуждения уголовного дела, а субъектами выступают обвиняемый и орган предварительного расследования (Я. М. Брайнин).
- Субъектами являются общество в целом и лицо, совершившее преступное деяние (Г. О. Петрова).

Некоторые учёные (в частности, А. В. Наумов) предлагают расширить определение регулятивных уголовно-правовых отношений, включив в него также общепревентивные (общепредупредительные) отношения, которые возникают при принятии уголовного закона и налагают на граждан обязанность воздержаться от совершения преступных деяний под угрозой наказания. Данная позиция подвергается критике на том основании, что предлагаемая конструкция не укладывается в традиционную схему абсолютных правоотношений (в которых право одного конкретного лица защищается от посягательств со стороны неопределённого круга лиц), не имеют собственного метода регулирования (поскольку угроза наказания может реализоваться лишь через охранительные правоотношения) и относятся к методам правового воздействия, а не правового регулирования.

## Метод регулирования
Как и для любой другой правовой отрасли, для уголовного права характерны особые методы регулирования:
Уголовно-правовое принуждение (метод уголовных репрессий)Применяется к лицам, совершившим преступные деяния, и выражается в ограничении их прав или ином лишении принадлежащих им благ. Применение уголовно-правового принуждения не ограничивается наказанием, принудительными могут являться и иные меры уголовно-правового характера. Этот метод характерен для охранительных правоотношений.
Уголовно-правовое поощрение (антирепрессивный метод)Применяется к лицам, совершившим преступление и стремящимся искупить свою вину перед обществом, либо к лицам, причиняющим вред при наличии обстоятельств, исключающих преступность деяния. Выражается в стимулировании лица к совершению определённых действий путём освобождения его от обременений, связанных с уголовно-правовым принуждением. Этот метод характерен как для охранительных, так и для регулятивных правоотношений.
Г. В. Назаренко выделяет также метод социальной защиты, который применяется к малолетним, недоразвитым и психически больным лицам и выражается в исключении их из числа уголовно-ответственных субъектов. Тем не менее, поскольку к данным лицам, как правило, применяются иные принудительные меры, которые могут включать недобровольное психиатрическое лечение или помещение в специальное воспитательное учреждение, данные отношения обычно попадают в сферу применимости уголовно-правового принуждения.
В последнее время в уголовном праве большинства государств наметился сдвиг от пунитивного (карательного) правосудия, целью которого является наказание преступника, к реституционному правосудию, целью которого является урегулирование социального конфликта, реставрация общественных отношений, нарушенных преступлением.

## Задачи и функции
Задачей уголовного права большинства государств является охрана интересов общества от преступных посягательств и предупреждение преступлений. Конкретные формулировки могут отличаться в деталях (например, Уголовный кодекс штата Нью-Йорк так формулирует эти задачи: «запретить поведение, которое неоправданно и неизвинительно причиняет или угрожает причинить существенный вред индивидуальным или публичным интересам» и «обеспечить официальную 
публичную безопасность, предупреждая совершение посягательств посредством устрашающего воздействия налагаемых наказаний, социального восстановления личности осуждённых, а также их изоляции, когда это требуется в интересах охраны общества»), но суть их в целом одинакова.
Решая эти задачи, уголовное право выполняет следующие функции:
Охранительная функцияЯвляется основной и традиционной для уголовного права и выражается в защите нормального уклада общественной жизни от нарушения путём установления преступности конкретных деяний, применения уголовного наказания и иных мер уголовно-правового характера за их совершение. При реализации данной функции возникают охранительные уголовно-правовые отношения и используется метод принуждения.
Предупредительная (профилактическая) функцияВыражается в создании препятствий для совершения преступлений путём установления уголовно-правового запрета, в поощрении законопослушных граждан к активному противодействию преступным деяниям, а преступников — к отказу от доведения начатых преступлений до конца, к восстановлению нарушенных их поступком благ и интересов. Выделяют общую превенцию (предупреждение совершения преступлений любыми лицами) и специальную превенцию (предупреждение повторного совершения преступлений лицами, которые ранее уже совершили преступление).
Воспитательная функцияВыражается в формировании у граждан уважения к охраняемым уголовным правом общественным отношениям, интересам и благам, нетерпимого отношения к правонарушениям. Всех людей по характеру воздействия на них уголовного права можно условно разделить на три части: для первых наличие уголовно-правовых запретов не является обязательным, поскольку совершение преступлений противоречит их мировоззрению, в том числе представлениям о добре и зле, вторые не совершают преступлений из страха перед наказанием, а третьи осознанно идут на совершение преступлений. Воспитательная функция уголовного права направлена на формирование у всех граждан убеждений, делающих для них совершение преступлений внутренне неприемлемым. Реализация данной функции невозможна чисто уголовно-правовыми средствами, для достижения её целей необходима согласованная работа всех правовых и иных общественных институтов.
Важность воспитательной функции подчёркивается тем, что эффективность уголовно-правовых норм существенным образом зависит от господствующего в обществе уголовного правосознания: если большинство граждан считает допустимыми такие явления как взяточничество, хищения государственного имущества и т.д., то законы, направленные на борьбу с ними, какими бы суровыми они не были, своей цели не достигнут.
Спорным является вопрос о приоритетности какой-либо из этих функций; однако можно сделать вывод о том, что все они являются достаточно важными.

## Система
В уголовном праве большинства государств выделяются общая и особенная части. В общей части содержатся нормы, определяющие содержание основных понятий уголовного права («преступление», «наказание» и т. д.), общие для всех преступлений основания уголовной ответственности, перечень и содержание видов наказания, иных мер уголовно-правового характера и т.д. Нормы особенной части закрепляют признаки, присущие конкретным видам преступлений.
В некоторых государствах (Франция, Турция) существует специальная часть, нормы которой закрепляют признаки, присущие конкретным видам административных правонарушений при отсутствии кодекса об административных правонарушениях, либо в случае, если такой кодекс принят, нормы специальной части закрепляют правонарушения уголовного характера с меньшей общественной опасностью, чем преступления, но большей, чем административные правонарушения, называемых уголовными проступками (США, Канада).
Нормы общей и особенной частей уголовного права применяются, как правило, совместно. Содержащиеся в особенной части признаки конкретных преступлений дополняются имеющимися в общей части признаками, едиными для всех преступлений.

## Соотношение с другими отраслями права
Уголовное право носит материальный характер (содержит нормы, непосредственно регулирующие общественные отношения). Оно не даёт указаний относительно порядка применения своих положений (например, относительно порядка рассмотрения судом уголовных дел. Данные общественные отношения регулируются порождаемыми уголовным правом процессуальными отраслями права: уголовно-процессуальным и уголовно-исполнительным правом. Дж. Флетчер и А. В. Наумов так характеризуют соотношение материальных и процессуальных норм, связанных с совершением преступлений: «Нормы уголовного права устанавливают абстрактную вину абстрактного человека… Вина же фактическая, то есть вина конкретного человека в совершении им конкретного преступления, устанавливается с помощью уголовно-процессуальных норм». Во многих случаях чёткие границы между материальным и процессуальным уголовным правом отсутствуют: так, в англо-американском праве даже сам термин «уголовное право» (criminal law) относится к совокупности уголовно-правовых и уголовно-процессуальных норм.
Реализация охранительной функции уголовного права обеспечивает нормальное течение социально-полезных общественных отношений, регулируемых другими отраслями права: гражданским правом, трудовым правом, экологическим правом и т.д. Кроме того, нередко уголовно-правовые нормы содержат отсылки к нормам других отраслей права: например, уголовное право может устанавливать ответственность за преступления, связанные с нарушением порядка осуществления предпринимательской деятельности, но установление законного порядка такой деятельности входит в предмет гражданского права).
В тех странах, где административные правонарушения отграничиваются от преступлений, при применении норм уголовного права необходимо учитывать положения административного права. Нередко уголовное право и административное право устанавливают наказуемость деяний со схожими признаками, но отличающихся друг от друга по степени причиняемого обществу вреда. Если деяние целиком охватывается составом административного правонарушения, уголовная ответственность за него исключается. Выделение административного права характерно не для всех стран: во многих государствах (например, во Франции) уголовными считаются любые правонарушения, кроме гражданско-правовых деликтов и дисциплинарных проступков.
Существует два возможных подхода к разрешению ситуаций, когда нормы уголовного права вступают в конкуренцию с нормами административного или гражданского права. Приоритет может отдаваться нормам уголовного права или нормам других отраслей; последнее является одним из проявлений принципа экономии уголовной репрессии, который предполагает, что уголовная ответственность должна применяться лишь в тех случаях, когда без неё нельзя обойтись.
Также существует доктрина «уголовной сферы» (matiere penal), которая применяется Европейским Судом по правам человека и охватывает уголовно-правовые, уголовно-процессуальные и часть административных правоотношений; фактически, к ней оказываются отнесены все аналогичные уголовно-правовым ограничения прав и свобод человека. Необходимость выделения такой сферы связана с тем, что некоторые государства не выполняют обязательства по защите прав человека, ссылаясь на то, что ответственность носит административный, а не уголовный характер.
Некоторые нормы уголовного права делают отсылку к международному праву: при определении территориальных пределов действия национального уголовного законодательства, решении вопроса о привлечении к ответственности лиц, выполняющих обязанности дипломатического и консульского представительства, о выдаче лиц, совершивших преступление, о преступлениях против мира и безопасности человечества необходимо следовать нормам международных договоров.
Наконец, уголовное право тесно связано с некоторыми внеотраслевыми юридическими науками:
- Криминология изучает преступность в целом, средства и способы её предупреждения и борьбы с ней
- Криминалистика рассматривает механизмы совершения конкретных преступлений и способы их раскрытия
- Судебная психология исследует причины уголовно-противоправного поведения и методы исправительного воздействия на лиц, совершивших преступления.
- Судебная психиатрия решает вопрос о влиянии на поведение человека (в том числе уголовно-противоправное) психических заболеваний и иных патологических состояний психики.
- Судебная медицина занимается установлением характера и степени вреда здоровью, причиненного человеку преступными посягательствами.

## Принципы
Принципы уголовного права — это основные устойчивые правовые положения, являющиеся основой для всех его норм, определяющие содержание как всего уголовного права в целом, так и отдельных его институтов.
Основные принципы уголовного права, как правило, закрепляются в уголовном законодательстве. Конкретное содержание принципов может варьироваться от страны к стране, но некоторые из них известны практически во всех странах мира.

### Принцип законности
Законность как общеправовой принцип понимается как установление недопустимости произвольного толкования правовых норм, не соответствующего источникам права. Применительно к уголовному праву принцип законности означает, что борьба с преступностью как в целом, так и в единичном (при применении мер уголовной ответственности к конкретному лицу) должна проходить в строгих правовых рамках, а отступления от них недопустимы ни в каких целях.
Данный принцип впервые в уголовном праве был сформулирован в явном виде Ансельмом Фейербахом в Баварском УК 1813 года в виде требования, чтобы наказания назначались только за предусмотренные действующим уголовным законом преступления и только на основании действующего уголовного закона (Nullum crimen, nulla poena sine praevia lege poenali, часто цитируется в форме nullum crimen sine lege и nulla poena sine lege) и был воспринят в большинстве стран континентальной правовой семьи, в том числе в Российской Федерации.
Международно-правовое закрепление данный принцип получил в п. 2 ст. 11 Всеобщей декларации прав человека: «Никто не может быть осужден за преступление на основании совершения какого-либо деяния или за бездействие, которые во время их совершения не составляли преступления по национальным законам или по международному праву. Не может также налагаться наказание более тяжкое, нежели то, которое могло быть применено в то время, когда преступление было совершено».
Как правило, в современных государствах принцип законности включает в себя следующие элементы:
- Запрет применения уголовного закона по аналогии.
- Требование определённости правовых норм (lex certa), которая подразумевает, что уголовно-правовой запрет должен быть сформулирован чётко, чтобы правоприменитель не мог толковать его произвольно.
- Неприменение наказания более тяжкого, чем предусматривалось при совершении преступления.
- Процессуальная законность — возможность привлечения к уголовной ответственности лишь в определённом процессуальном порядке и по приговору суда.

### Принцип равенства граждан перед законом
Все люди равны перед законом и имеют право, без всякого различия, на равную защиту закона. Данный принцип прямо вытекает из ст. 7 Всеобщей декларации прав человека и потому является общим для всего мирового сообщества.
При этом закон может предусматривать отдельные социально обусловленные особенности уголовной ответственности отдельных категорий лиц: например, женщин, несовершеннолетних, пожилых людей.
Кроме того, отдельным категориям лиц может предоставляться дипломатический иммунитет от уголовной юрисдикции государства пребывания. На таких лиц (например, сотрудники дипломатических представительств и консульств), продолжает распространяться уголовная юрисдикция страны, представителями которой они являются.

### Принципгуманизма
О том, что применение уголовного права должно быть основано на началах гуманизма, писали ещё теоретики права эпохи Нового времени: Чезаре Беккариа, Шарль Луи Монтескьё и другие.
Этот принцип нашёл выражение и в международно-правовых нормах. Так, ст. 5 Всеобщей декларации прав человека устанавливает, что никто не должен подвергаться пыткам или жестоким, бесчеловечным или унижающим его достоинство обращению и наказанию.
Хотя гуманизм не исключает карательной направленности наказания, ориентированной на причинение не являющихся чрезмерными страданий, в литературе отмечается, что не следует абсолютизировать карательное воздействие уголовного права, поскольку оно во многом не позволяет достичь целей, которые оно призвано решить. Ещё Маркс писал: «…история и такая наука, как статистика, с исчерпывающей очевидностью доказывают, что со времени Каина мир никогда не удавалось ни исправить, ни устрашить наказанием. Как раз наоборот!» Указывается, что значительных достижений в вопросах борьбы с преступностью позволяет добиться применение таких мер, которые не связаны с традиционным представлением о уголовно-правовой каре, в том числе не являющихся наказанием иных мер уголовно-правового характера.

### Принцип запрета двойной ответственности
Никто не может нести уголовную ответственность дважды за одно и то же преступление. Это положение восходит к римскому праву и часто цитируется в форме «non bis in idem». Если лицо было осуждено или оправдано судом в ходе уголовного судопроизводства, то повторное привлечение его к ответственности за то же самое деяние (даже при условии другой его квалификации) является недопустимым.
В протоколе № 7 к Европейской конвенции о защите прав человека и основных свобод данный принцип сформулирован следующим образом:

1. Никакое лицо не должно быть повторно судимо или наказано в уголовном порядке в рамках юрисдикции одного и того же государства за преступление, за которое это лицо уже было окончательно оправдано или осуждено в соответствии с законом и уголовно-процессуальным законодательством этого государства.
2. Положения предыдущего пункта не препятствуют повторному рассмотрению дела в соответствии с законом и уголовно-процессуальным нормами соответствующего государства, если имеются сведения о новых или вновь открывшихся обстоятельствах или если в ходе предыдущего разбирательства были допущены существенные нарушения, повлиявшие на исход дела.

### Принцип вины
Во всех государствах современного мира уголовная ответственность возможна лишь в случае, если в отношении преступного деяния и наступивших последствий установлена вина лица. Однако далеко не во всех странах он включён в уголовные кодексы: во многих случаях считается, что достаточно конституционного и международно-правового запрета привлечения к ответственности невиновных.
Часто принцип виновной ответственности также дополняется указанием на личный характер уголовной ответственности.

### Принцип необходимости
Согласно данному принципу, государство не может произвольно создавать уголовно-правовые нормы: криминализация деяния должна быть обусловлена реальной необходимостью защиты общего блага, прав и свобод других лиц. В настоящее время такой принцип закреплён в конституциях, уголовных кодексах, судебной практике и доктрине практически всех стран.
Нередко данный принцип дополняется принципом экономии уголовной репрессии: уголовное законодательство используется только тогда, когда решить проблему с использованием других механизмов социального контроля невозможно, и в минимально необходимом объёме.

## Уголовно-правовая политика
Уголовная политика — это вырабатываемая и поддерживаемая государством стратегия и тактика борьбы с преступностью, включающая в себя как уголовно-правовые, так и уголовно-процессуальные, криминологические и иные меры, направленные на сокращение преступности, уменьшение причиняемого ей вреда.
Уголовно-правовая политика представляет собой часть уголовной политики, в рамках которой:
- Определяются основные принципы и направления уголовно-правового регулирования
- Происходит криминализация (признание деяния преступным) и декриминализация деяний
- Происходит пенализация (определение конкретной меры наказания за совершение определённого деяния) и депенализация (установление условий, при которых принудительные меры, связанные с совершением преступления, не применяются)
- Устанавливаются альтернативные и применяемые наряду с наказанием иные меры уголовно-правового характера
- Даётся толкование существующих норм уголовного права с целью уточнения их смысла в текущем историческом контексте.
- Правоохранительные органы ориентируются на практическое применение норм и институтов уголовного права.

## Особенности уголовного права стран мира
Хотя уголовное право каждого из государств мира имеет свои особенности, как правило, можно выделить черты, позволяющие отнести его к одной из существующих в мире правовых систем или семей. Относительно количества и состава таких семей в науке ведутся споры. Так, А. В. Наумов выделяет следующие системы уголовного права: романо-германское (континентальное), англо-саксонское, социалистическое и мусульманское. А. А. Малиновский в зависимости от роли и места уголовно-правового принуждения делит уголовно-правовые системы на гуманистические, карательные и репрессивные; также он выделяет религиозные и светские системы. О. Н. Ведерникова выделяет романо-германский, англо-американский, мусульманский, социалистический и постсоциалистический тип. Г. А. Есаков выделяет уголовно-правовые семьи общего, континентального, религиозного, общинного и обычного права. В. Н. Додонов, указывая, что социалистическая система как таковая уже исчезла, выделяет романо-германскую, англо-саксонскую, мусульманскую и смешанные (гибридные) системы.

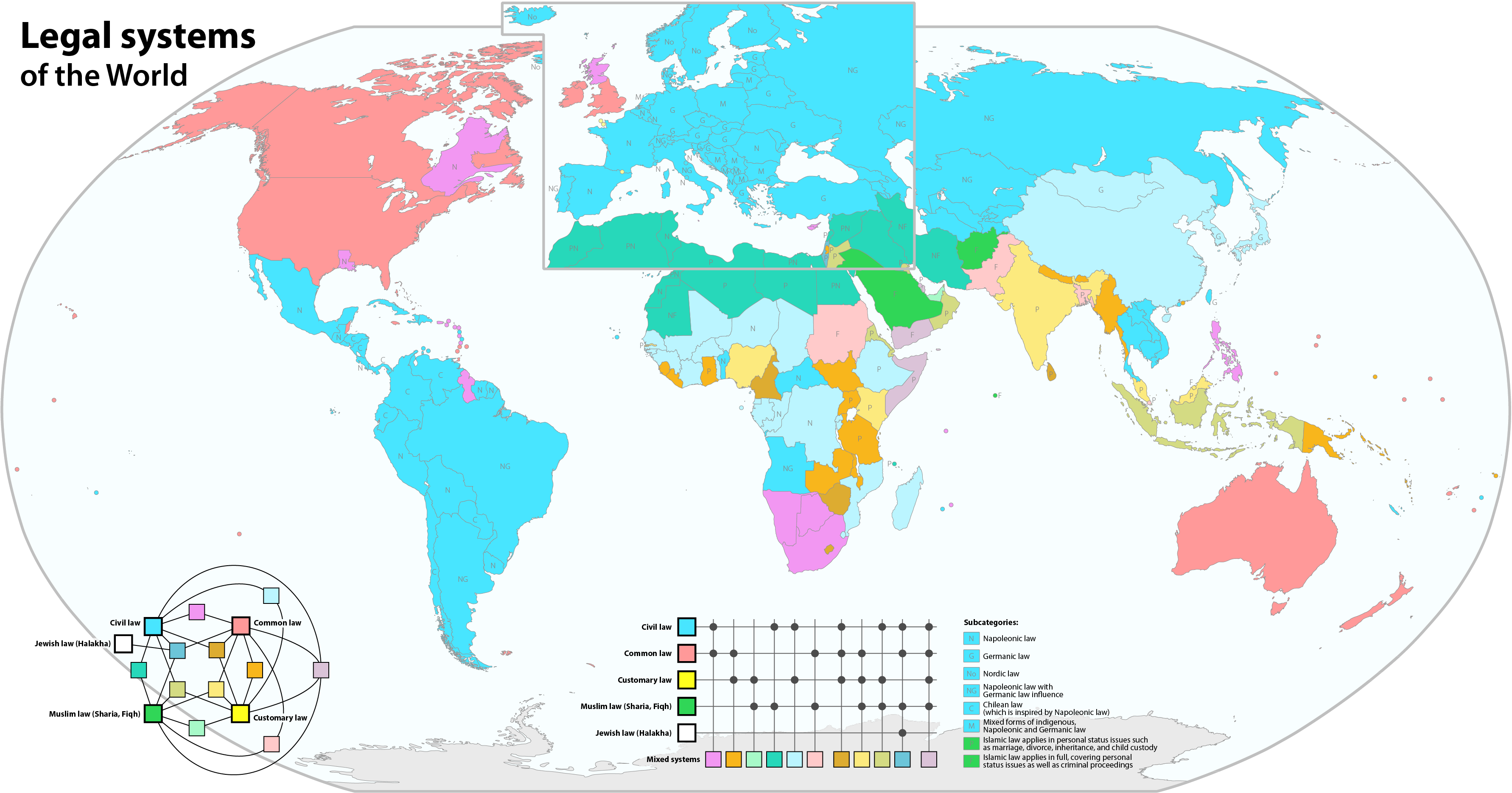
Правовые семьи на карте мира

### Уголовное право в странахконтинентальной правовой семьи
- Абстрактный характер правовых норм (описываются общие для всех преступлений определённого вида признаки)
- Кодифицированный характер нормативных актов
- Ограничение или запрет судебного правотворчества
- Практическое полное отсутствие фикций

К данной правовой семье относится большинство государств континентальной Европы, Латинской Америки, Африки, Ближнего Востока. Российская Федерация и государства, ранее входившие в состав СССР, также относятся к континентальной правовой семье.

### Уголовное право в странахангло-американской правовой семьи
- Широкое распространение судебного правотворчества (прецедентное право)
- Меньшая распространённость кодифицированных актов
- Казуистичный характер правовых норм, которые формулируются при рассмотрении конкретных уголовных дел[38].
- Широкое распространение фикций

В англо-американскую правовую семью входит прежде всего Великобритания, а также практически все англоязычные страны (США, Канада, Австралия, Новая Зеландия и другие).

### Уголовное право в странахмусульманского права
- Источником права являются тексты религиозного характера
- Криминализация греховных и аморальных поступков
- Первоочередная охрана ценностей, связанных с религией
- Суровые наказания (в том числе членовредительские)

В настоящий момент действие религиозных уголовно-правовых норм ограничено некоторыми мусульманскими государствами, где действует шариат (Иран, Саудовская Аравия, Пакистан, Судан и другие).

### Уголовное право в странахсемьи обычного права
- Отсутствие закрепления в нормативных источниках (источником права является правовой обычай)
- Направленность на охрану ценностей и существования семьи (племени, рода)
- Сверхъестественное оформление правовых обычаев и процессуальных форм

К данной семье относится уголовное право ряда африканских и азиатских народов, а также австралийских аборигенов. Хотя данная семья почти исчезла с правовой карты мира, отдельные элементы обычного уголовного права находят своё отражение в законодательстве ряда стран (например, в Австралии).

## Современные тенденции развития уголовного права
Значительные социальные, политические и экономические изменения, начавшиеся в 1980-х годах во всём мире, привели к тому, что началось имеющее глобальный характер обновление уголовного законодательства. С 1990 года новые уголовные кодексы были приняты в более чем 50 государствах мира. Коренным изменениям подверглись уголовные кодексы стран социалистического блока. В. Н. Додонов выделяет три тенденции, которые являются общими для подавляющего большинства государств мира: гуманизация уголовного права, криминализация новых видов преступной деятельности и интернационализация уголовного права.

### Гуманизация уголовного права
Гуманизация уголовного права является одной из самых «долгоиграющих» тенденций его развития. Ещё в XVIII веке появились первые инициативы по отмене или ограничению применения смертной казни; так, в Англии с 1826 по 1861 год число преступлений, за которые было установлено данные наказания снизилось с 200 до 4.
Хотя в первой половине XX века произошёл некоторый отход от этой тенденции (как в странах с демократическим, так и с авторитарным режимом), с середины 1950-х годов уголовное право начинает подвергаться гуманизации, причём как на Западе, так и в странах социалистического лагеря. Основными тенденциями данного периода гуманизации являются:
- Отказ от смертной казни — в настоящее время смертная казнь полностью отменена в 95 странах, применяется на практике лишь в 58.
- Отказ от телесных наказаний — применяются лишь в 33 странах.
- Отказ от каторжных работ — во многих странах Европы и в США были исключены из законодательства.
- Отказ от общей конфискации имущества — отменена во Франции, многих странах постсоветского пространства и Восточной Европы
- Появление наказаний, которые могут использоваться вместо лишения свободы: в дополнение к традиционным видам таких наказаний (штраф, принудительные работы, условное осуждение) появились такие виды, как общественные работы, ограничение свободы, домашний арест и т. д.
- Увеличение числа случаев, когда лицо может быть освобождено от ответственности: распространение получила возможность примирения с потерпевшим, расширены были пределы необходимой обороны, появился институт уменьшенной вменяемости.
- Декриминализация многих деяний, которые в связи с развитием системы административной ответственности были переведены в разряд административных правонарушений. В числе таких декриминализованных деяний можно назвать появление в общественных местах в состоянии опьянения, многие правонарушения против моральных устоев общества, религии, нарушения брачного законодательства, добровольные гомосексуальные контакты, аборты, мелкие кражи, бродяжничество, супружескую измену и т. д.

### Криминализация новых видов преступной деятельности
Общество представляет собой динамическую систему, в которой постоянно появляются новые виды общественных отношений и видоизменяются старые. В связи с этим появляются новые виды преступлений, а общественная опасность старых может изменяться в большую или меньшую сторону, либо пропадать вовсе.
В конце XX века, когда динамика общественных отношений в связи с глобализацией, усложнением социальной организации, появлением новых технологий и видов экономической деятельности, эти процессы существенно ускорились. Криминализации подверглись следующие деяния:
- Преступления террористического характера, которые приобрели массовые формы и получили статус международных. Преступными стали признаваться такие деяния, как финансирование терроризма, содействие терроризму, угон воздушных судов и т. д.
- Организованная преступная деятельность: самостоятельным преступлением стало считаться уже само создание банд или преступных организаций, был введён комплекс административных, уголовно-правовых и процессуальных норм, направленных на противодействие организованной преступности.
- Экономические преступления. Волна криминализации новых видов экономических преступлений прошла в связи с переходом стран социалистического лагеря к рыночной экономике. Кроме того, в современном уголовном праве начал распространяться институт уголовной ответственности юридических лиц.
- Отмывание денег: данное деяние в 1990-х годах было криминализовано в подавляющем большинстве государств.
- Коррупционные преступления. В 2003 году была подписана Конвенция ООН против коррупции, которая устанавливает необходимость криминализации различных видов подкупа и предоставления неправомерных преимуществ публичными должностными лицами. Распространение получила криминализация международной коррупции, закрепление в уголовном законодательстве понятий «коррупция» и «торговля влиянием».
- Экологические преступления, которые стали выделяться как общность, объединённая общим объектом охраны.
- Компьютерные преступления: нормы о них появились в большинстве уголовных кодексах в 1980-х — 1990-х годах.
- Сексуальная эксплуатация несовершеннолетних: во многих уголовных кодексах появились специальные нормы, устанавливающие ответственность за оборот детской порнографии, ужесточилась борьба с педофилией и детской проституцией.
- Преступления в сфере ядерной и радиационной безопасности: нормы о них появились в связи с рядом крупных аварий на атомных электростанциях.
- Медицинские преступления: незаконная трансплантация и торговля органами, незаконные генные манипуляции, незаконные медицинские эксперименты над человеком, незаконное искусственное оплодотворение и действия с эмбрионом, клонирование человека и т. д.

## Международное уголовное право
Ответственность за некоторые виды преступлений (такие как преступления против мира и безопасности человечества, апартеид, геноцид, пиратство, работорговля, военные преступления) предусмотрена не только в национальном уголовном праве, но и в международных договорах.
Данные преступления называются преступлениями с международной юрисдикцией. Лица, их совершившие, могут быть осуждены судом любого государства, признающего соответствующие международные договоры. Кроме того, создаются специальные международные судебные органы (суды и трибуналы), предназначенные для производства по делам о таких преступлениях. Наиболее значимым среди них в настоящий момент является Международный уголовный суд.

## Наука уголовного права
Наука уголовного права представляет собой систему идей, взглядов и теоретических положений, касающихся всех проблем уголовного права как правовой отрасли. Наука уголовного права занимается обобщением опыта конструирования уголовно-правовых норм и практики их применения, оценкой их эффективности и решает задачи совершенствования уголовного права, прогнозирования путей его развития. Выполняются ею также и идеологические функции: перед ней стоит задача правового воспитания граждан.
В науке уголовного права выделяют несколько направлений: просветительско-гуманистическое, классическое, антропологическое, социологическое.

### Использованная литература
- Российское уголовное право. Общая часть / Под ред. В. С. Комиссарова. — СПб.: Питер, 2005. — 560 с. ISBN 5-469-00606-9.
- Уголовное право России. Части Общая и Особенная : Учебник / М. П. Журавлёв, А. В. Наумов и др. ; под ред. А. И. Рарога. — М.: ТК Велби, Проспект, 2004. — 696 с. ISBN 5-98032-591-3.
- Уголовное право Российской Федерации. Общая часть : Учебник. Практикум / Под ред. А. С. Михлина. — М.: Юристъ, 2004. — 494 с. ISBN 5-7975-0640-8.

### Рекомендуемая литература
- Кочои С. М. Уголовное право. Общая и Особенная части: учебник. — М.: Волтерс Клувер; Контракт. 2010. — 592 с. ISBN 978-5-466-00475-5 (Волтерс Клувер); ISBN 978-5-98209-062-1 (Контракт).
- Курс уголовного права. Т. 1 : Общая часть. Учение о преступлении / Под ред. Н. Ф. Кузнецовой, И. М. Тяжковой. — М.: Зерцало—М, 1999. — 592 с. ISBN 5-8078-0039-7.
- Мальцев В. В. Принципы уголовного права и их реализация в правоприменительной деятельности. — СПб.: Юридический центр Пресс, 2004. — 692 с. ISBN 5-94201-323-3.
- Наумов А. В. Уголовное право // Юридическая энциклопедия / Отв. ред. Б. Н. Топорнин. — М.: Юристъ, 2001. ISBN 5-7975-0429-4.
- Пудовочкин Ю. Е., Пирвагидов С. С. Понятие, принципы и источники уголовного права: Сравнительно-правовой анализ законодательства России и стран СНГ. — СПб.: Юридический центр Пресс, 2003. — 297 с. ISBN 5-94201-170-2.
- Уголовное право зарубежных государств. Общая часть : Учебное пособие / Под ред. И. Д. Козочкина. — М.: Омега-Л, Институт международного права и экономики им. А. С. Грибоедова, 2003. — 576 с. ISBN 5-88774-057-4 (ИМПЭ им. А. С. Грибоедова), ISBN 5-901386-60-4 (Омега-Л).